# Anna Sysa-Jędrzejowska
Anna Sysa-Jędrzejowska (zm. 9 lipca 2025) – polska lekarka dermatolożka, profesor nauk medycznych.

## Życiorys
W 1970 r. ukończyła studia lekarskie w Akademii Medycznej w Łodzi, w 1977 r. obroniła pracę doktorską, w 1989 r. habilitowała się na podstawie pracy zatytułowanej Pęcherzyca w świetle dynamiki zjawisk immunopatologicznych i wyników leczenia immunosupresyjnego. W 1998 r. uzyskała tytuł profesora nauk medycznych.
Była pracownikiem naukowym w Społecznej Akademii Nauk w Łodzi oraz na Uniwersytecie Medycznym w Łodzi.